# Nagyharsány
Nagyharsány község Baranya vármegyében, a Siklósi járásban.

## Fekvése
A település a Szársomlyó ölében, a Villányi-hegység déli lejtőjén, Siklóstól 8 kilométerre keletre, Villánytól 6 kilométerre nyugat-délnyugatra, Pécstől pedig 35 kilométerre délkeletre található.
A szomszédos települések: észak felől Villánykövesd, északkelet felől Villány, délkelet felől Beremend, dél felől Kistapolca, délnyugat felől Siklósnagyfalu, nyugat felől pedig Kisharsány.

### Megközelítése
Ma csak közúton érhető el, Siklós vagy Bóly-Villány érintésével, az 5701-es úton; Beremenddel az 5708-as út köti össze.
Korábban áthaladt rajta a MÁV 62-es számú Középrigóc–Villány-vasútvonala is, de ezen a vonalon jelenleg nincs személyforgalom. Nagyharsány vasútállomás a belterület nyugati szélén létesült, közvetlenül az 5701-es út mellett.

## Története

### Ókor
Nagyharsány környékén a rézkor késői szakaszában a baden-kultúra népe élt. Őket az avarok, majd a rómaiak követték. A legkorábbi építkezések a 2. századra tehetők; a 4. században létesült itt a Cella Trichora, amely dr. Fülep Ferenc által 1962-ben feltárt római kori telep, falu, temető és szentély.

### Középkor
Erre haladt az Eszékre vezető római út is. Senki se tudja biztosan, hogy a csúcs közelében, a déli oldalon álló „vár” romjai milyen idősek – de bárki is építette oda az első őrhelyet, jól kiválasztotta a helyszínt, hiszen tekintetével szinte a Dráváig belátta és ellenőrizhette a hegy lába alatt elterülő síkságot.
A falut 1223-ban említetik először. 1247-ben Harsánynál a „hétfői vásárra vezető utat” nevezték meg, ami azt jelenti, hogy a település kereskedelmi szempontból jelentős helyen feküdt. Egyebek mellett ez magyarázza a falu Árpád-kori fontosságát és későbbi gyors fejlődését. 1249-ben IV. Béla adományozta a falut Miklós dubichiai grófnak, ki a Szársomlyón várat emeltetett. Az 1333-as pápai tizedjegyzékben templomos hely volt, plébániával. A 16. században többször disputa helyszíne, s innen terjedt el a református hit az egész Ormánságban.

### Török hódoltság idején
A falu a török hódoltság alatt református lett, a templom is református kézre került.
A legnevezetesebb hitvita 1574-ben zajlott református és unitárius prédikátorok között, melynek az lett a vége, hogy az előbbiek fölakasztották Alvinczi György helybéli unitárius lelkészt. Azonban a Szakály Ferenc elemzésében arra a következtetésre jutott, hogy Veresmarti Illés református püspök nem állt ki a hitvitára, mert félt a kudarctól, és emiatt ölette őt meg a lefizetett szigetvári béggel. A budai pasa ezért halálra ítélte a Veresmartit, azonban a hívek 3.333 aranyforintért cserében megváltották őt. 
Más források viszont úgy írják, hogy a feldühödött törökök ki akarták végezni a gyilkosokat, de Válaszuti György pécsi unitárius szuperintendens kegyelmet kért számukra a budai beglerbégtől. Az unitáriusok azóta is megemlékeznek Alvinczi mártíromságáról, illetve Válaszuti megbocsátó gesztusáról. A török időkben Nagyharsány a környék legnépesebb magyar lakosú települése volt.
Az unitáriusok jelenlétére Illés Géza is említést tesz, egyik néprajzi gyűjtésében. E szerint a 20. század elejéig, mikor egy tudatlan kőműves dolgozott a református templomban, bevakolta az alábbi szöveget: „Én vagyok az Úr és több nincs, rajtam kívül nincs Isten”
A hagyomány szerint a hajdani város Szántóvárosból, Dobányvárosból, valamint Babócsa, Perecske és Sári községekből alakult.
Határában vívott meg 1687. augusztus 12-én a Lotaringiai Károly herceg vezette 60 ezer fős császári had a Szulejmán nagyvezír irányítása alatt álló 80 ezer fős török sereggel. A nagyharsányi csata, melyben Károly serege jelentős győzelmet aratott, véget vetett a 150 éves magyarországi oszmán uralomnak. Van, aki úgy tudja, hogy a település a győzelem utáni örömteli harsonázásról kapta a nevét, de valószínűbb a másik magyarázat, mely szerint a hegység hajdani hársfaerdejéről nevezték el a községet.

## Közélete

### Polgármesterei
- 1990–1994: Balassa Gyula (független)[5]
- 1994–1998: Balassa Gyula (független)[6]
- 1998–2002: Balassa Gyula (független)[7]
- 2002–2006: Balassa Gyula (független)[8]
- 2006–2010: Balassa Gyula (független)[9]
- 2010–2014: Beregszászi József (független)[10]
- 2014–2019: Beregszászi József (Fidesz-KDNP)[11]
- 2019–2024: Kollár Csaba (független)[12]
- 2024– : Kollár Csaba (független)[1]

## Gazdasága
Nemcsak a hegy napsütötte szoknyáján terem igen jó borszőlő, hanem a környező lapályon is, amely hagyományos mezőgazdasági, szántóföldi művelésre ugyancsak kiválóan alkalmas. Harsány környékén főleg fehérbort termelnek. 
1903-ban nyílt a falu fölötti kőbánya, melyben a Beremendi Cementmű számára bányásznak mészkövet. Ez a Dél-Dunántúl legnagyobb kőbányája, amelynek 30–40 méter magas sziklafalai bizarr hátteret adnak a falunak. 1936-44 között a „szerencsétlen” hegy gyomrában némi bauxitot is találtak, ám ennek kitermelését gazdaságtalansága és a világháború miatt abbahagyták. A felhagyott tárók meddőhányói a déli oldalon ma is láthatók, a tárnákban denevérek tanyáznak.

## Földrajza
A környék éghajlatára jellemző, hogy tavasztól őszig nagyon kevés a csapadék. A nyár meleg, a tél enyhe és mérsékelten száraz. A mikroklíma igen kedvező, ami köszönhető a Harsányi-hegy oltalmában lévő falu védett fekvésének.

## Élővilág
A Szársomlyó mediterrán klímája ritka növények számára biztosít életfeltételeket. Hazánkban csak itt található a magyar kikerics, de nagy botanikai kuriózum a bakszarvú lepkeszeg, a korongos lucerna, a törpe szádorgó, a karsztbokorerdőkben és gyepekpen a magyar méreggyilok, a baranyai peremizs, az illatos hunyor és a berki habszegfű. Az északi lejtőn szúrós és lónyelvű csodabogyó tenyészik nagy populációban.
A ritkább madarak közül említendő a kígyászölyv, a bajszos- és a sövénysármány, valamint a kövirigó.
A rovarok közül jellemző az óriás énekeskabóca és ellensége, a kabócaölő, a magyar aknászpók, a fűrészlábú szöcske. Számos ritka, délszaki lepkefaj is él a hegyen.
A puhatestűek közül egy bánáti csigafaj a hegy jellegzetessége.
A repedésekben bújik meg a fokozottan védett, de az emberre veszélytelen haragos sikló.

## Népesség
A település népességének változása:
| Lakosok száma | 1526 | 1482 | 1472 | 1399 | 1357 | 1348 | 1362 | 1336 |
|               | 2013 | 2014 | 2015 | 2019 | 2021 | 2022 | 2023 | 2024 |

A 2011-es népszámlálás során a lakosok 86,7%-a magyarnak, 9,7% cigánynak, 0,3% horvátnak, 2,1% németnek mondta magát (13% nem nyilatkozott; a kettős identitások miatt a végösszeg nagyobb lehet 100%-nál). A vallási megoszlás a következő volt: római katolikus 59,7%, református 14,3%, evangélikus 0,2%, görögkatolikus 0,5%, felekezeten kívüli 6,7% (17,8% nem nyilatkozott).
2022-ben a lakosság 92,2%-a vallotta magát magyarnak, 4,4% cigánynak, 1,1% németnek, 0,5% horvátnak, 0,1% ukránnak, 0,1% görögnek, 1% egyéb, nem hazai nemzetiségűnek (7,7% nem nyilatkozott; a kettős identitások miatt a végösszeg nagyobb lehet 100%-nál). Vallásuk szerint 38,3% volt római katolikus, 9,5% református, 0,2% görög katolikus, 0,1% evangélikus, 0,6% egyéb keresztény, 1,9% egyéb katolikus, 12,2% felekezeten kívüli (37,2% nem válaszolt).

## Nevezetességei
Református templom

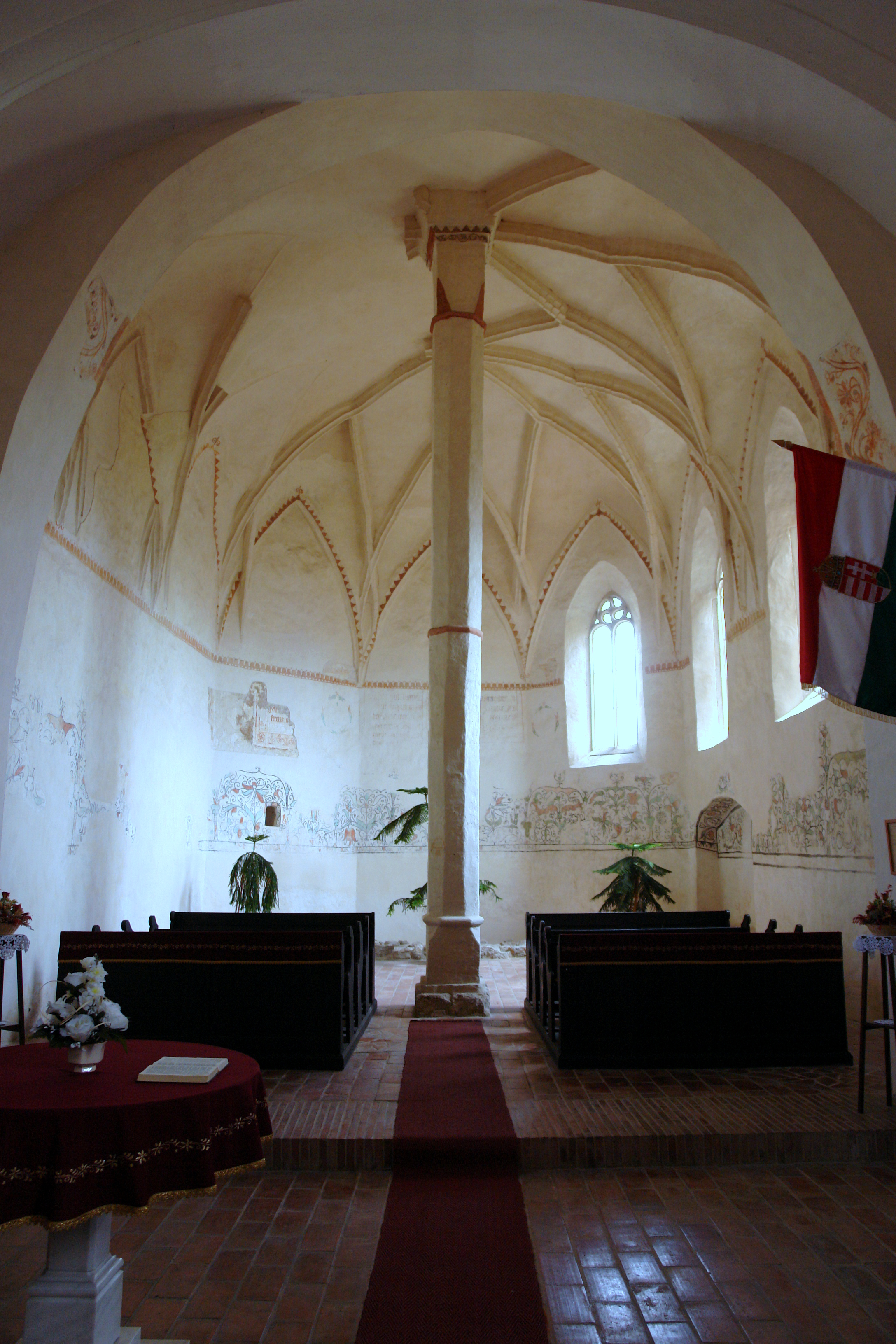
Az egykori Szent Borbála templom szentélye. Ma református templom

A műemlék templom szentélye a 13. századból való. Szent Borbála tiszteletére emelték. A 15. században bővítették és telepítették a jelenlegi támpillérekkel körülvett szentélyt, amelyben a nyolcszög három oldalával kapcsolódik a hajóhoz. A szentélyboltozatot többrétegű freskó borítja, amelynek első rétege a 16. század II. feléből, a második rétege pedig a 17. századból való. Mai barokk formáját a templom az 1782-es évben kapta, a torony kivételével, amelyet 1900-ban emeltek. Hajója, valamint a déli oldal három résablaka és kapuja (melyeket az utolsó restauráláskor, 1978-ban találtak meg) román kori. Ezek a részek mészkőből, a gótikus elemek téglából épültek. Itt zajlott le a híres 1574-es nagyharsányi disputa a református és unitárius prédikátorok között.
Sztárai Mihály mellszobra
A református prédikátor mellszobra a templomkertben áll.
Sztárai 1560 körül a reformáció kálvinista tanait terjesztette ezen a vidéken. A szobor Nyírő Gyula alkotása.
Emlékmű
A török elleni, 1687. augusztus 12-i győzelem emlékére állították.
Szoborpark

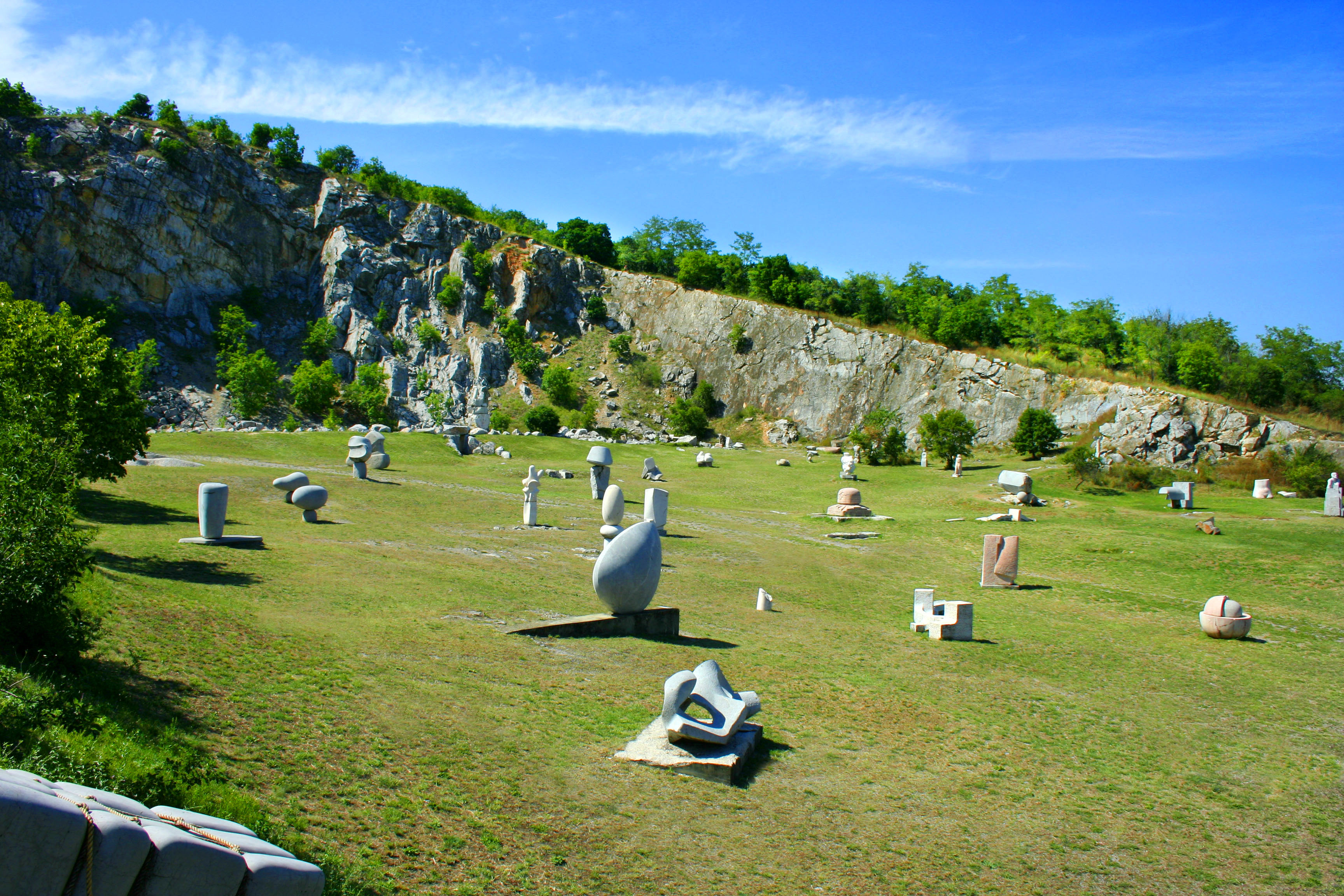
szoborpark

Nagyharsányi szoborpark néven is emlegetik a Szársomlyó keleti, villányi mészkőbányájában 1968-ban kialakított művésztelepet, amelynek eredeti – és a szakmában általánosan használatos – neve Villányi szoborpark, nemcsak azért, mert ehhez a községhez esik közelebb, hanem mert akkoriban Nagyharsány közigazgatásilag Villányhoz tartozott. Bővebben a szoborparkról ld. a Szársomlyó szócikkét.
Táncsics Mihály emléktáblája
1848-ban a község Táncsics Mihályt akarta képviselőnek megválasztani. A nincstelen Táncsicsnak erre azonban semmi esélye nem volt. Ekkor Tarnóczy Dániel, Nagyharsány főbírája birtokainak felét neki ajándékozta, így juttatva őt képviselőséghez. 
Népi építészet
- Népi műemlék: a népi építészetet megörökítő régi lakóház, présházzal és pincével.
- A faluban szép számmal vannak még múltszázadi klasszicizáló parasztházak, bár jó részüket eléggé átalakították.
- A pincesoron álló több présházpince is említésre méltó; helyi védettséget élveznek.

Helytörténeti gyűjtemény
A település történelmének tárgyi emlékeit gyűjti, őrzi és katalogizálja. Az általános iskola területén található kiállítás számos érdekességet mutat be Nagyharsány múltjából. Előzetes bejelentkezés után látogatható. Érdeklődni: Kanász Imre, 70/290-34-08.

## Híres nagyharsányiak
- Dolinay Gyula (Nagyharsány, 1850. augusztus 14. – 1918) ifjúsági író. 1850. augusztus 14-én született Nagyharsányban és 1918. február 18-án hunyt el Szigetszentmiklóson. 1869-ben megindította a Tanulók Közlönyét, szerkesztette a Hasznos Mulattató című ifjúsági lapot (1873), a Lányok Lapját (1875–1912) és az általa indított Iskolai és Népkönyvtár című havi folyóiratot (1878–79). Főbb művei: Aranyszabályok a tanuló ifjúság számára (Budapest, 1871), Szünidőre (Budapest, 1877), Könyvet a népnek! Az iskolai és népkönyvtárak kérdése (1879).